# 康拉德·霍姆费尔德
康拉德·霍姆费尔德（英語：Conrad Homfeld，1951年12月25日—），美国男子马术运动员。他曾代表美国参加1984年夏季奥林匹克运动会马术比赛，获得一枚金牌和一枚银牌。